# جين ماير (صحفية استقصائية)
جين مريديث ماير (بالإنجليزية: Jane Mayer)‏ (ولدت عام 1955) صحفية استقصائية أمريكية تعمل في مجلة النيويوركر منذ عام 1995. كتبت في السنوات الأخيرة عن تأثير المال في السياسة، دعاوي كشف الفساد الحكومية، طائرة إم كيو-1 بريداتور متعددة المهام، المفكر الخفي والممول الرئيسي للحملة الرئاسية لدونالد ترامب ورجل الأعمال روبرت ميرسير. في عام 2016، تم نشر كتابها المال الأسود، والتي تتحرى فيه عن تاريخ مليارات الدولارات التي يتحكم فيها الأخوه كوتش.

## السيرة الذاتية

### النشأة والتعليم
ولدت ماير في مدينة نيويورك، كانت والدتها، ميرديث (نيفين قبل الزواج) رسامة، رئيسه سابقة في مركز مانهتن الجغرافي وعاملة طباعة. أما والدها، وليام ماير فكان ملحن. جدها الأكبر هو إيمانويل ليهمان، أحد مؤسسي بنك ليمان براذرز، بينما جدتها الكبرى هي ماري فليمنج (ريتشاردسون). أما جدها من ناحية الأم فكان المؤرخ وكاتب السيرة الذاتية لجون دي روكفلر، ألن نيفينز.
إلتحقت ماير بمدرستين غير طائفتين في المرحلة الثانوية، كانت الأولى في فيلدستون، في المنطقة الشمالية الغربية من إقليم ذا برونكس في مدينة نيويورك والتي حصلت فيها على منحة دراسية بتبادل الطلاب لعامي 1972-1973 لتلتحق بمدرسة بيدالس في ضواحي هامبشير، إنجلترا. تخرجت ماير من جامعة يال عام 1977، تم انتخابها في أخوية فاي بيتا كابا وعملت كمساعد تحرير في جريدة جامعة ييل اليومية ومراسلة لمجلة التايم. التحقت فيما بعد بجامعة أوكسفورد لإكمال تعليمها.

### الحياة العملية
بدأت ماير حياتها العملية كصحفية في جريدتين صغيرتين في فيرمونت، صحيفة ذا ويزر فيلد وذا بلاك ريفر، قبل أن تلتحق بالعمل في جريدة روتدلاند هيرالد اليومية. في عام 1982، إنضمت ماير إلى طاقم عمل وول ستريت جورنال، الجريدة التي استمرت في العمل بها لمده 12 عام. كانت ماير هي أول أمراة من طاقم عمل الجريدة تعمل كمراسلة في البيت الأبيض، عملت أيضا كمحررة للصفحة الأولى.
عملت ماير كمراسلة أجنبية ومراسلة حرب في الجريدة، حيث غطت أحداث تفجير الثكنات العسكرية الأمريكية في بيروت عام 1983، حرب الخليج الثانية، إنهيار سور برلين، الأيام الأخيرة قبل انهيار الإتحاد السوفيتي. تم ترشيحها مرتين من قبل الجريدة لجائزة بوليتزر للكتابات المميزة. تساهم ماير أيضا في جريدة نيويورك ريفيو أوف بوكس، كما عملت في جريدة واشنطن بوست، لوس أنجلوس تايمز، وأمريكان بروسبيكت.
شاركت ماير في كتابه كتابين:
- العدالة الغريبة، لدار نشر كلارنس توماس 1994 حيث قامت بمساعدة جيل امبراسون. الكتاب عبارة عن دراسة عن ترشح كلارنس توماس لرئاسة المحكمة العليا للولايات المتحدة.
- أغلبية ساحقة: تدمير الرئيس (1984- 1988) حيث قامت بمساعدة دويلي ماك مانويس، مستشار رونالد ريغان في الجولة الثانية من رئاسته للبيت الأبيض.

تم تحويل كتاب العدالة الغريبة لفيلم يحمل نفس الاسم في عام 1999، من بطولة ديلروي ليندو، ماندي باتينكين وريجينا تايلور. وصل الكتاب إلى نهائي المسابقة الدولية للكتب غير الخيالية. كما وصل الكتابين إلى نهائيات مسابقة النقاد للكتب.

## وصلات خارجية
- جين ماير على موقع ميوزك برينز (الإنجليزية)
- الموقع الرسمي
- جين ماير- مجلة النيويوركر
- الظهور- شبكة قنوات سي-سبان

فيديوهات
- الكشف عن الحقيقة حوار جين ماير وبيتر سليفن
- المال الأسود- جين ماير
- حوار جين ماير عن جوجل